# Чемпіонат України з футболу серед жінок 2014: перша ліга
Чемпіонат першої ліги України з футболу 2014 року серед жінок — 4-й чемпіонат першої ліги України з футболу, що проводився серед жіночих колективів.
Змагання проходили в два етапи — на першому команди було розбито на дві групи за територіальною ознакою, а на другому етапі по дві найкращих команди з кожної групи змагалися між собою на стадії плей-оф. Переможцем та срібним призером стали полтавська «Ніка» та тернопільська «Тернополянка», які й здобули право на участь у змаганнях вищої ліги наступного сезону, однак цим правом скористалося лише керівництво тернопільського клубу.

## Учасники
| Команда          | Місто            | Стадіон              | Тренер                | Президент          | Місце у ПЛ 2013 |
| ---------------- | ---------------- | -------------------- | --------------------- | ------------------ | --------------- |
| «Деражняночка»   | Деражня          | «Колос»              | Олександр Осацький    | Сергій Сулима      | —               |
| «Медик»          | Моршин           | «Медик»              | Ігор Швець            | Ігор Швець         |                 |
| «Ніка»           | Полтава          | «Динамо»             | Олександра Лясковська | Сергій Ягодкін     | —               |
| «Освіта-ДЮСШ №3» | Івано-Франківськ | «Наука» / «Рух»      | Іван Олійник          | Микола Зелінський  | —               |
| «Тернополянка»   | Тернопіль        | Гідропарк «Сопільче» | Володимир Левчук      | Ярослав Нестерович | —               |
| «Торпедочка»     | Миколаїв         | «Зоря-Машпроект»     | Володимир Єфімако     | Сергій Возняк      | —               |
| «Чорноморочка»   | Одеса            | «Краян»              | Юрій Борщенко         | Юрій Борщенко      | 5-6             |
| «Ятрань-ДЮСШ №1» | Уманський р-н    | «Уманьферммаш»       | Юрій Деренюк          | Владислав Грязнов  | —               |

## Результати змагань

### Група А
| 1 | «Тернополянка»   |     | 2:1 | 1:0 | +:- | 6 | 5 | 1 | 0 | 7 — 3   | 11 |
| 2 | «Освіта-ДЮСШ №3» | 0:0 |     | 3:2 | 2:1 | 6 | 3 | 1 | 2 | 10 — 10 | 10 |
| 3 | «Деражняночка»   | 1:2 | 4:2 |     | 4:0 | 6 | 2 | 0 | 4 | 11 — 9  | 6  |
| 4 | «Медик»          | 1:2 | 1:2 | 1:0 |     | 6 | 1 | 0 | 5 | 4 — 10  | 3  |

### Група Б
| 1 | «Ніка»           |     | 2:2 | +:- | 4:0 | 6 | 3 | 2 | 1 | 11 — 7  | 11 |
| 2 | «Торпедочка»     | 1:2 |     | 1:1 | 0:0 | 6 | 2 | 3 | 1 | 12 — 7  | 9  |
| 3 | «Чорноморочка»   | 4:3 | 2:4 |     | 1:1 | 6 | 2 | 2 | 2 | 10 — 10 | 8  |
| 4 | «Ятрань-ДЮСШ №1» | 0:0 | 0:4 | 1:2 |     | 6 | 0 | 3 | 3 | 2 — 11  | 3  |

### Півфінали
| 1/2 фіналу 10 жовтня 2014 | «Ніка»            | 2 – 1    | «Освіта-ДЮСШ №3» | Тернопільський міський стадіон |  |
| 12:00                     | Воронова 28', 79' | Протокол | Ботюк 19' (пен.) | Суддя: Владислав Дорош (Київ)  |  |

| 1/2 фіналу 10 жовтня 2014 | «Тернополянка»                             | 4 – 1    | «Торпедочка» | «Гаї-Арена»                   |  |
| 16:00                     | Панцулая 16', 76' Яруш 43' Тимчук 73' (аг) | Протокол | Несевра 12'  | Суддя: Наталія Мамчур (Рівне) |  |

### Матч за 3-тє місце
| Матч за 3-тє місце 12 жовтня 2014 | «Освіта-ДЮСШ №3»                               | 5 – 0    | «Торпедочка» | ДЮСШ «Тернопіль»              |  |
| 10:00                             | Лайщук 12', 19' Мельничук 17', 57' Жердєва 45' | Протокол |              | Суддя: Наталія Мамчур (Рівне) |  |

### Фінал
| Фінал 12 жовтня 2014 | «Тернополянка»        | 1 – 2    | «Ніка»                   | стадіон ДЮСШ «Тернопіль»      |  |
| 12:00                | Громовська 86' (пен.) | Протокол | Дударчук 28' Бабенко 61' | Суддя: Владислав Дорош (Київ) |  |

## Найкращі бомбардири
| № | Футболіст       | Команда        | Ігри | Голи (пен.) |
| - | --------------- | -------------- | ---- | ----------- |
| 1 | Світлана Базан  | «Чорноморочка» | 5    | 6           |
| 2 | Олена Клепацька | «Торпедочка»   | 7    | 5 (2)       |
| 3 | Натія Панцулая  | «Тернополянка» | 7    | 4           |

## Статистичні дані
- Протягом чемпіонату було забито 83 м'ячі, 48 з яких на рахунку господарів, а 35 — гостей.
- Арбітрами було призначено 13 пенальті, 12 з яких завершилися взяттями воріт.
- Найбільше глядачів зібрав поєдинок між полтавською «Нікою» та «Освітою-ДЮСШ № 3» — 440 чоловік.
- Найпопулярнішим рахунком чемпіонату став рахунок 2:1 (9 матчів).
- Протягом чемпіонату арбітри продемонстрували футболісткам 64 жовті (в середньому 2,46 за гру) та 3 червоні картки.